# David Fernàndez i Ramos
David Fernàndez i Ramos (Barcelona, 24 september 1974) is een Catalaans journalist, politicus en sociaal activist.
Fernàndez bracht zijn eerste levensjaren door in Ripoll. Hij begon een studie politieke wetenschappen aan de Autonome Universiteit van Barcelona maar studeerde niet af. In 1998 werd hij als gewetensbezwaarde veroordeeld. Als onderzoeksjournalist werkte hij van 2009 tot 2012 bij het weekblad La Directa. Hij is al geruime tijd actief in de linkse alternatieve bewegingen.
Hij stond op zijn onafhankelijkheid en heeft voor de eerste keer als onafhankelijke aan de gemeenteraadsverkiezingen van 2011 op de lijst van de partij Candidatura d'Unitat Popular (CUP) deelgenomen. De CUP haalde geen enkele verkozene. Bij de verkiezingen voor het Catalaanse Parlement van 2012 werd hij verkozen als gedeputeerde. Als voorzitter van de parlementscommissie fraude en corruptie (2014-15) werd zijn deskundige maar non-conformistische aanpak zeer gewaardeerd. Bij de gemeenteraadsverkiezingen van 2015 werd hij als lijstduwer op dezelfde lijst verkozen. Bekend is de anekdote na de Volksraadpleging in Catalonië van 9 november 2014, toen de president van Catalonië, de centrumrechtse Artur Mas i Gavarró, zijn linkse tegenstrever David Fernàndez hartelijk omhelsde. Dat werd door de Catalaanse beweging beschouwd als een hoopvol teken dat beiden het landsbelang boven partijpolitieke belangen konden plaatsen en toonden dat ze tot samenwerking bereid waren ondanks hun zeer uiteenlopende ideologische verschillen.

## Werken
- Cròniques del 6 i altres retalls de la claveguera policial (2007)[4]
- Rastres de Dixan (2009)
- L’acció política des de la comunitat (2010)
- Les veus de les places (2011)
- Foc a la baraca (2013)
- August Gil Matamala: Al principi de tot hi ha la guerra (2017, met Anna Gabriel i Sabaté)